# Omloop van het Houtland 2019
L'Omloop van het Houtland 2019, settantaquattresima  edizione della corsa, valevole come prova dell'UCI Europe Tour 2019 categoria 1.1, si svolse il 25 settembre 2019 per un percorso di 186,3 km, con partenza da Middelkerke ed arrivo a Lichtervelde, in Belgio. La vittoria fu appannaggio del tedesco Max Walscheid, che completò il percorso in 4h07'02" alla media di 45,249 km/h, precedendo il belga Dries De Bondt e l'olandese Taco van der Hoorn.
Al traguardo di Lichtervelde furono 62 i ciclisti, dei 141 partiti da Middelkerke, che portarono a termine la competizione.

## Squadre partecipanti
| N.      | Cod. | Squadra                   |
| ------- | ---- | ------------------------- |
| 1-6     | LTS  | Lotto Soudal              |
| 11-17   | TJV  | Team Jumbo-Visma          |
| 21-27   | SUN  | Team Sunweb               |
| 31-36   | TFS  | Trek-Segafredo            |
| 41-47   | COF  | Cofidis                   |
| 51-57   | COC  | Corendon-Circus           |
| 61-67   | ROC  | Roompot-Charles           |
| 71-77   | SVB  | Sport Vlaanderen-Baloise  |
| 81-87   | WGG  | Wanty-Gobert Cycling Team |
| 91-97   | TDE  | Total Direct Énergie      |
| 101-107 | VCB  | Vital Concept-B&B Hotels  |

| N.      | Cod. | Squadra              |
| ------- | ---- | -------------------- |
| 111-117 | WVA  | Wallonie Bruxelles   |
| 121-127 | RLY  | Rally UHC Cycling    |
| 131-137 | BRT  | BEAT Cycling Club    |
| 141-146 | EVO  | Evopro Racing        |
| 151-157 | JFN  | Joker Fuel of Norway |
| 161-167 | MET  | Metec-TKH-Mantel     |
| 171-176 | NRL  | Natura4Ever-RLM      |
| 181-186 | TIS  | Tarteletto-Isorex    |
| 191-197 | CIB  | Cibel                |
| 201-206 | TDA  | Dauner D&DQ-Akkon    |

## Ordine d'arrivo (Top 10)
| Pos. | Corridore            | Squadra  | Tempo    |
| ---- | -------------------- | -------- | -------- |
| 1    | Max Walscheid        | Sunweb   | 4h32'58" |
| 2    | Dries De Bondt       | Corendon | s.t.     |
| 3    | Taco van der Hoorn   | Jumbo    | s.t.     |
| 4    | Jan-Willem van Schip | Roompot  | s.t.     |
| 5    | Jens Keukeleire      | Lotto    | s.t.     |
| 6    | Edward Theuns        | Trek     | a 38"    |
| 7    | Danny van Poppel     | Jumbo    | s.t.     |
| 8    | Romain Cardis        | Total    | s.t.     |
| 9    | Lawrence Naesen      | Lotto    | s.t.     |
| 10   | Roy Jans             | Corendon | s.t.     |